# لوك سميث (لاعب اتحاد الرغبي)
لوك سميث (بالإنجليزية: Luke Smith)‏ هو لاعب اتحاد الرغبي جنوب أفريقي، ولد في 9 فبراير 1971 في إيست لندن في جنوب أفريقيا.

## وصلات خارجية
- لوك سميث عل موقع إسبنسكروم (الإنجليزية)